# Psellidotus bonariensis
Psellidotus bonariensis är en tvåvingeart som först beskrevs av Brethes 1922.  Psellidotus bonariensis ingår i släktet Psellidotus och familjen vapenflugor. Inga underarter finns listade i Catalogue of Life.